# Pictave (race de poule)
Pour les articles homonymes, voir Pictave.
La pictave est une race de poule naine française. C'est la seule naine d'origine française n'ayant pas son équivalent en grande race.

## Description
C'est une poule naine de type fermier, courte sur pattes, au plumage abondant et à la queue bien développée, créée à partir de sujets locaux. 
La fixation et la sélection de la race sont orientées vers l'aptitude des poules à couver et à mener les poussins et les faisandeaux. Des poules pictaves sont utilisées dans le Nord-Pas-de-Calais pour aider à la réintroduction de perdrix dans leur milieu naturel.

### Origine
Originaire du Poitou, comme l'indique son nom, celui du peuple gaulois originaire de cette région (les Pictaves), elle est fixée au début du XXe siècle à partir de poules naines locales, par le comte Raymond Lecointre à Anché (Vienne).

### Standard officiel
- Masse idéale : Coq : 800g ; Poule : 600g
- Crête : simple
- Oreillons : rouges
- Couleur des yeux : or clair
- Couleur de la peau : blanche
- Couleur des tarses : blanc rosé
- Variétés de plumage : perdrix-doré et récemment perdrix-argenté
- Œufs à couver : min. 40g, coquille blanc-jaunâtre
- Diamètre des bagues : Coq : 14mm ; Poule : 12mm

## Club officiel
- Bantam club français, 2 rue de la fontaine de Jallanges, 37310 Vernou-sur-Brenne.

## Sources
- Le Standard officiel des poules de races naines, édité par le BCF.